# Blauw ijs

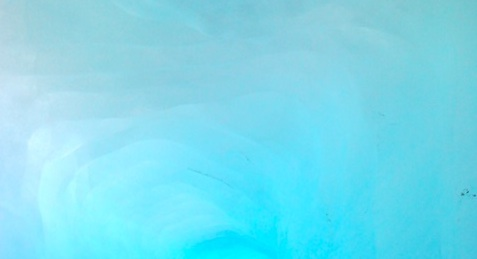
Blauw ijs in de Rhônegletsjer

Blauw ijs komt voor wanneer sneeuw op een gletsjer valt en wordt samengeperst zodat het onderdeel wordt van de gletsjer. Gedurende de reis afwaarts van de gletsjer worden alle luchtbellen eruit geperst en neemt de grootte van de ijskristallen toe zodat ze helderder worden.
Het ijs is om dezelfde reden blauw als dat water blauw kan zijn, namelijk door de absorptie van rood en geel licht zodat blauw licht overblijft. Deze absorptie vindt plaats door hydroxylgroepen. Dit gebeurt echter pas nadat het licht een lange weg (ca. 1 m) al heen en weer kaatsend door het ijs heeft afgelegd.